# 발루치스탄 해방군
발루치스탄 해방군(발루치어: بلچستان آجوییییبلۏچستان آجوییء لشکر, 약칭 BLA, 발로치 해방군)은2000년에 결성되어 아프가니스탄에 본부를 둔 발루치족 민족주의 테러조직이자 무장단체이다. BLA는 남부 아프가니스탄 전역에 흩어져 있는 안전한 피난처에서 파키스탄 최대의 발루치스탄 주에서는 파키스탄 군대, 민간인, 외국인을 대상으로 자주 학살이 자행된다.
조직원들은 이 단체의 목표가 파키스탄으로부터의 독립과 이 지역의 천연자원, 특히 석유와 광물에 대한 통제권을 확보하는 것이라고 밝혔다. 이 단체는 과거 민간인과 주로 파키스탄 보안군을 대상으로 공격을 감행했다. 그들의 첫 번째 기록 활동은 파키스탄 당국에 대한 일련의 폭격 공격에 대한 공로를 주장한 2000년 여름이었다. 파키스탄 정부는 2006년 공식적으로 BLA를 금지시켰다. 이후 이 단체는 다수의 테러 공격을 감행하여 많은 사망자를 발생시켰으며, 2025년 열차 납치 사건 이전에 있었던 가장 최근의 공격은 2024년 11월 퀘타 기차역에서 발생한 자살 폭탄 테러로, 이 사건으로 32명이 사망했다. BLA는 파키스탄, 영국, 미국에 의해 테러 조직으로 지정되어 있다.

## 활동
- 2025년 자파르 익스프레스 납치

## 같이 보기
- 발루치스탄 분쟁